# Kadayam
Kadayam es una ciudad censal situada en el distrito de Tenkasi en el estado de Tamil Nadu (India). Su población es de 5430 habitantes (2011). Se encuentra a 18 km de Tenkasi y a 42 km de Tirunelveli.

## Demografía
Según el censo de 2011 la población de Kadayam era de 5430 habitantes, de los cuales 2728 eran hombres y 2702 eran mujeres. Kadayam tiene una tasa media de alfabetización del 87,59%, superior a la media estatal del 80,09%: la alfabetización masculina es del 92,24%, y la alfabetización femenina del 82,95%.